# ETRS89
European Terrestrial Reference System 1989 kaldes almindeligvis ETRS89, er en tredimensionel, geodætisk referenceramme, der bruges som præcisionsstandard for GPS i Europa. Den europæiske underkommission, IAG (EUREF) har defineret systemet som knyttet til den stabile del af den eurasiske plade og som identisk med ITRS for epoken 1989.0. ETRS89 anbefales af den Europæiske Union som referenceramme for geodætiske data i Europa. 
Ved iværksættelsen den 1. januar 1989 var koordinaterne sammenfaldende i henholdsvis ETRS89 og WGS84 (det internationale, geodætiske system) med en fejlmargin på mindre end 1 m. Derfor kan systemerne i praksis betragtes som identiske, og de bygger på den samme referencegeoide. Modsat WGS84 eller ITRS er systemet centreret i Europa, og det afviger fra de andre systemer på grund af bevægelserne af den tektoniske plade, der danner den europæiske landmasse.
ETRS89 kalibreres af EUREF ved uregelmæssig offentliggørelse af ETRF_YY (European Terrestrial Reference Frame (med vedføjet årstal), der angiver tredimensionelle koordinater og hastigheder på udvalgte fikspunkter, der opmåles ved globale målemetoder som VLBI (Very Long Baseline Interferometry – en radioastronomisk målemetode), SLR (satellitbaseret lasermåling af ændringer i jordskorpen og jordens rotationshastighed) og GPS. Disse punkter danner det hierarkiske A-trin i ETRF. Endnu i 1980’erne og i begyndelsen af 1990’erne fandt man data for fikspunkterne ved nivellementer udført fra jordoverfladen, men ETRS89 bygger i dagens Europa på permanente GPS-målinger på punkterne i "EUREF Permanent GPS Network". På grundlag af de lange iagttagelsestidsrum og stabiliteten i punkterne, som befinder sig på faste bygningsværker, opnår man en gennemsnitlig nøjagtighed i koordinaterne på nogle få millimeter. Tilsvarende kan man beregne jordskorpens bevægelse i den eurasiske plade ved hjælp af fikspunkternes bevægelseshastighed.
ETRS89 indføres via GPS-målinger i det nationale referencenet. I Danmark er ETRS89 indført via REFDK-nettet og 10 km-nettet. På Færøerne er der ligeledes et 10 km-net, som er opmålt med GPS.
Kortprojektionen UTM anvendes i forbindelse med ETRS89 i både Danmark og på Færøerne. I Danmark anvendes desuden DKTM/ETRS89, og på Færøerne anvendes FOTM/ETRS89. Geodatastyrelsen anbefaler, at man i Danmark anvender UTM/ETRS89 i forbindelse med kortlægning og fremstilling af data.